# Lokschuppen Rosenheim
Der Lokschuppen Rosenheim ist ein Ausstellungszentrum in der Rosenheimer Innenstadt, das 1988 durch Umbau des Maschinenhauses der ersten Eisenbahn-Betriebswerkstätte in Rosenheim entstand.

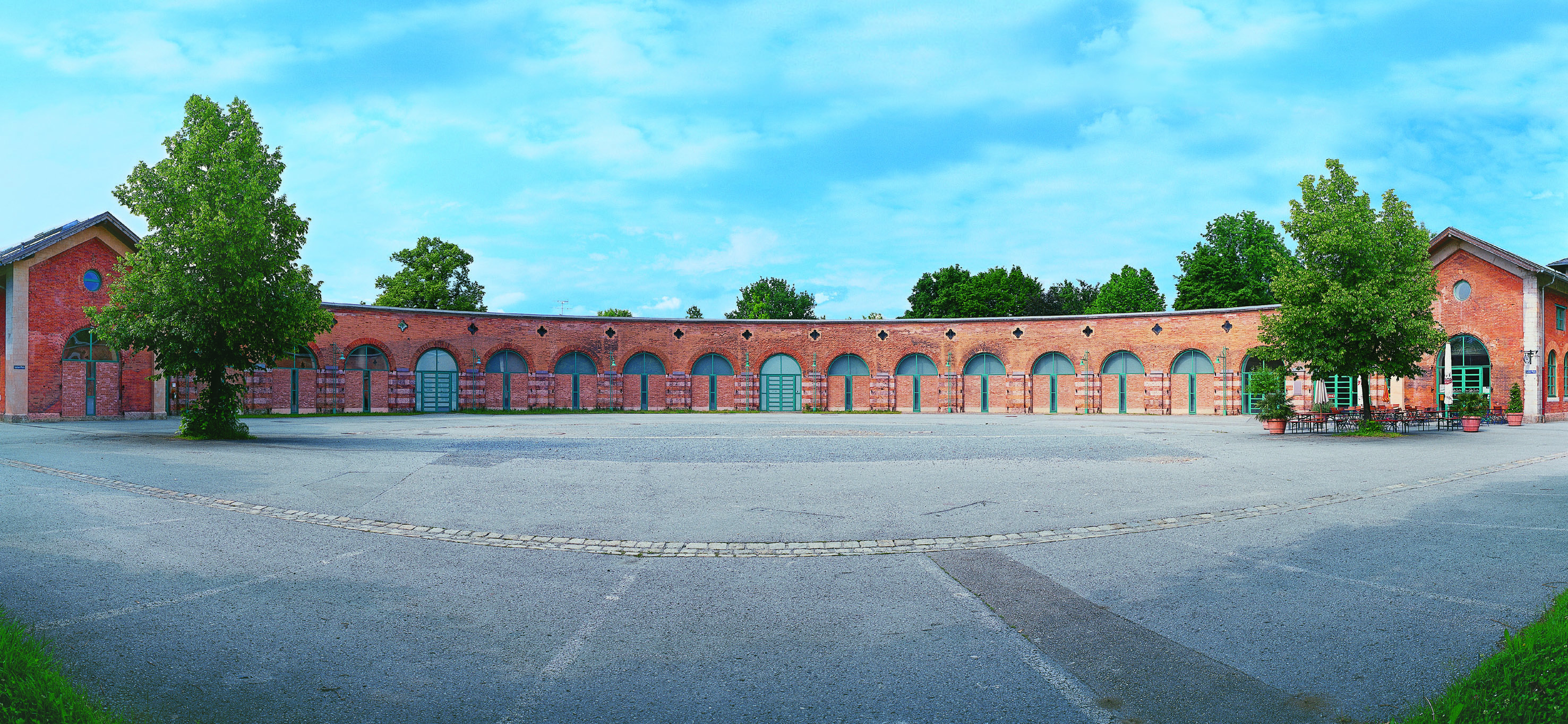
Lokschuppen Rosenheim

## Geschichte

### Betriebswerkstätte Rosenheim
Mit der Eröffnung der Maximiliansbahn von München nach Kufstein im Jahr 1858 entstand in Rosenheim eine Betriebswerkstätte der Bayerischen Staatsbahn. Kernstück der Anlage war ein massiver 19-ständiger Halbrundschuppen mit Drehscheibe und Kopfbauten an den Stirnseiten des Maschinenhauses. Die Werkstätte wurde westlich der Gleisanlagen in Höhe des Empfangsgebäudes errichtet und am 13. November 1858 in Betrieb genommen. Schon bald war es nicht mehr möglich, die bestehende Bahnhofsanlage an das wachsende Verkehrsaufkommen anzupassen, so dass 1872 die Verlegung des Bahnhofs an den heutigen Standort beantragt wurde. Nach der Inbetriebnahme des neuen Bahnhofs Rosenheim im Jahr 1876 wurden die bestehenden Anlagen aufgegeben und die Grundstücke und Gebäude zwei Jahre später an die Stadt Rosenheim verkauft.

### Städtische Lagerhalle
Der Lokomotivschuppen wurde in den folgenden Jahren als städtische Lagerhalle und das gegenüberliegende Empfangsgebäude als Rathaus genutzt. Im Jahr 1884 wurde ein eingeschossiger Verbindungsbau zwischen den Kopfbauten errichtet. 1898 wurde ein Teil des Lagerhauses durch einen Brand beschädigt und in erweiterter Form wieder aufgebaut. Ein weiterer Brand beschädigte den Lokschuppen im Jahr 1921. Beim Wiederaufbau im folgenden Jahr erhielt das Gebäude das heute noch bestehende Pultdach.

### Archiv, Bibliothek und Turnhalle
Im Jahr 1928 wurde an Stelle des Verbindungsbaus zwischen den Kopfbauten des Lokschuppens ein dreigeschossiges Lagerhaus gebaut. Im Lokschuppen selbst wurde 1931 das Stadtarchiv und die Stadtbibliothek untergebracht. Ein Jahr später wurde ein Teil des Schuppens zur Turnhalle umgebaut. In die Kopfbauten zogen die Nachbarschaftshilfe und die Arbeiterwohlfahrt ein. Nach 1952 wurden die Kopfbauten teilweise von städtischen Ämtern genutzt.

### Denkmalschutz und Sanierung
Im Jahr 1983 wurden das ehemalige Empfangsgebäude und der Halbrundbau der vormaligen Betriebswerkstätte einschließlich der Kopfbauten in die Denkmalliste der Stadt Rosenheim aufgenommen. Der Abbruch des Lagerhauses zwischen den Kopfbauten ermöglichte eine Nutzung des halbrunden Platzes vor dem Schuppen als Parkplatz.
1986 wurde ein Architektenwettbewerb für die Sanierung und den Umbau des Lokschuppens zum Veranstaltungszentrum durchgeführt. Der Gewinner Josef Karg aus München wurde mit den weiteren Planungsarbeiten beauftragt. Der Lokschuppen wurde 1988 vom Bund Deutscher Architekten für die wirkungsvolle Kombination eines historischen Gebäudes mit zeitgemäßen Ergänzungen mit dem BDA-Preis Bayern ausgezeichnet.

## Ausstellungszentrum Lokschuppen Rosenheim

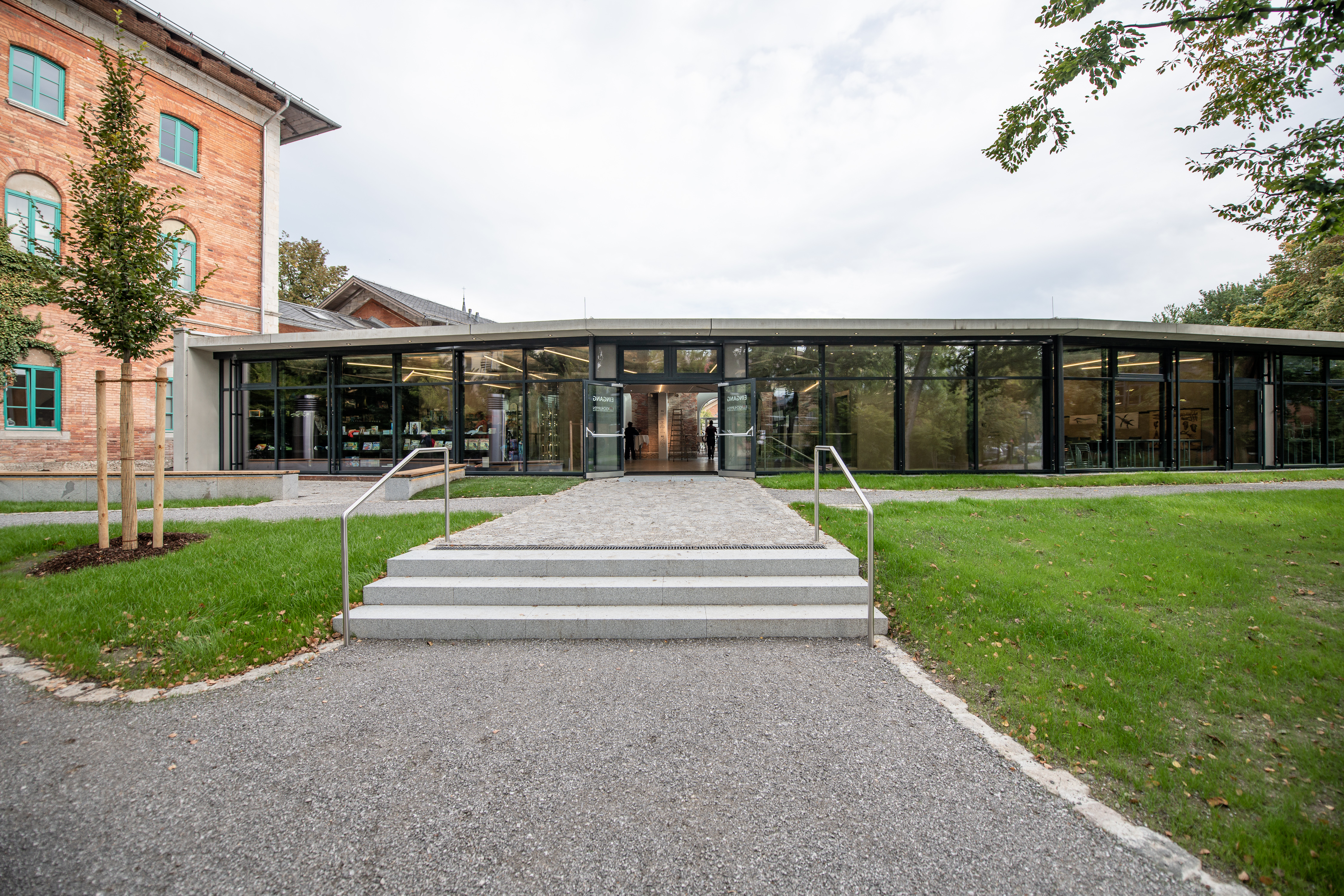
Neuer Eingang des Lokschuppens

Das Ausstellungszentrum wurde 1988 mit der Landesausstellung „Die Bajuwaren“ eröffnet. Ein Jahr später übernahm die Veranstaltungs- & Kongress GmbH Rosenheim (VKR) den Betrieb und die Vermarktung des Ausstellungszentrums.
Der Lokschuppen weist eine Gesamtfläche von 1521 m² auf. Sie teilt sich auf eine Brutto-Ausstellungsfläche von 1316 m² und das Foyer auf. Der Vorplatz mit 2600 m² Bruttofläche kann für Open-Air-Veranstaltungen genutzt werden. Bis Mai 2025 gab es das Café Lokeria.
Der Lokschuppen liegt am südlichen Rand der Innenstadt gegenüber dem Rathaus.
Im Ausstellungszentrum Lokschuppen werden kulturhistorische, völker- und naturkundliche Sonder- und Landesausstellungen gezeigt:
- 1988: Die Bajuwaren
- 1989: Zeitgenössische Menschenbilder
- 1989: Der Inn
- 1990: Dalí
- 1991: Die Dientzenhofer
- 1992: Die Dinosaurier sind zurück
- 1992: Die Kunst des Buddhismus entlang der Seidenstraße
- 1993: Heinrich Kirchner
- 1993: Das keltische Jahrtausend
- 1994: Deutsche im Osten – Geschichte, Kultur, Erinnerungen
- 1995: Schön ist die Jugendzeit?
- 1995: Salz Macht Geschichte
- 1996: Die Welt der Wale
- 1996: Illusionen – das Spiel mit dem Schein
- 1996/97: Prunkvolles Zarenreich
- 1997: Afrikanische Kunst
- 1997/98: Käfer: Der Erfolkswagen
- 1998: 4 Millionen Jahre Mensch
- 1998/99: Mumien – Gräber – Kostbarkeiten
- 1999: Insekten! Die heimlichen Herrscher
- 1999/2000: Hundertwasser … Die Ausstellung
- 2000: Die Römer zwischen Alpen und Nordmeer
- 2001: Bergfilm
- 2002: Tibet – Geheimnisvolle Welt
- 2003: Bionik
- 2003/04: Im Reich der Bisonjäger (Sammlung Bründl)
- 2004: Afghanistan
- 2004/05: Good Bye Bayern, Grüß Gott Amerika
- 2005: Die Pyramide – Haus für die Ewigkeit
- 2006: Die Wüste
- 2007: Maya – Könige aus dem Regenwald
- 2008: Adel in Bayern – Ritter, Grafen, Industriebarone
- 2009: Dinosaurier – Giganten Argentiniens
- 2010: Gewürze – Sinnlicher Genuss. Lebendige Geschichte
- 2011: Indianer – Ureinwohner Nordamerikas
- 2012: Tiefsee
- 2013: Alexander der Große
- 2014: Inka – Könige der Anden
- 2015: Regenwald
- 2016: Wikinger!
- 2017: Pharao – Leben im Alten Ägypten
- 2019–2021: Saurier – Giganten der Meere
- 2022: Eiszeit
- 2023: Vulkane
- 2024: Heldinnen & Helden
- 2025: Die Titanic & ihre Zeit. Megaprojekt. Modern. Unsinkbar.